# Clerve

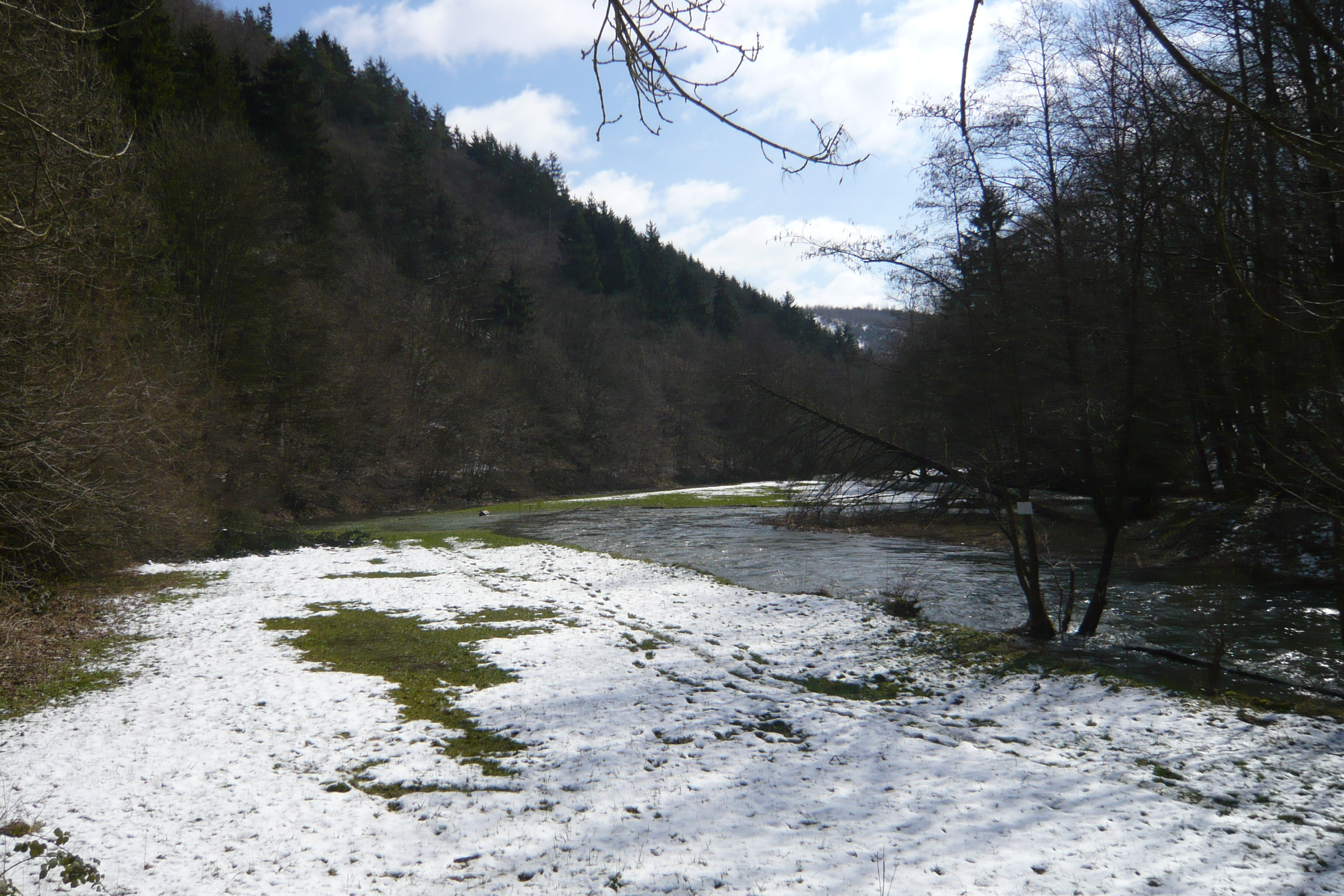
De Clerve bij Clervaux in 2008.

De Clerve (Luxemburgs: Klierf, Duits: Klerf) is een rivier in Luxemburg die bij Huldange ontspringt en bij Kautenbach uitmondt in de Wiltz. De Clerve stroomt door Troisvierges en Clervaux. De rivier is 48 km lang.